# Lukas Aukstikalnis
Lukas Aukstikalnis (Panevežys, Lituania, 19 de agosto de 1995) es un jugador de baloncesto con nacionalidad lituana que juega en el Club Baloncesto Peñas Huesca.

## Trayectoria
Aukstikalnis es un escolta nacido en Panevezys (Lituania) y que pronto empezaría la práctica del baloncesto, como muchos niños lituanos, pero siendo uno de los pocos que tienen la oportunidad de pertenecer a la cantera del todopoderoso Zalgiris Kaunas. Esta precocidad unida a estar en el mejor club de formación de jugadores de baloncesto, le permitió debutar en la primera división del baloncesto lituano, la LKL, en su última campaña como junior, haciéndolo en el Lietkabelis, con quienes también disputó la liga báltica, sumando un total de 17 partidos, con unos 10 minutos por choque y dejando entrever ya su buena muñeca y su juego.
Durante las 3 siguientes temporadas siguió ligado al Lietkabelis lituano, jugando cada vez más minutos, pasando a 14 minutos el primero de los 3 cursos, 20 minutos el segundo y volviendo a 14 en el tercero, compaginando tanto la liga de Lituania como la liga báltica, jugando un buen número de partidos en total, 27, 57 y 37 dependiendo de cada una de las tres temporadas.
Siendo la más destacadas de estas 3 temporadas la temporada 2014/2015, volvió a llamar la atención de las selecciones inferiores después de haber sido internacional sub-17, y acabó siendo internacional sub-20 para el europeo de Hungría, donde compartió vestuario con el NBA Domantas Sabonis, siendo parte importante de la rotación del combinado nacional, acabando con 10 partidos jugados y unas medias de 13 minutos, 4,6 puntos, 1,8 rebotes y un 32% de acierto desde el triple, aunque no consiguiendo ningún metal quedando Lituania en séptima posición.
En la campaña 2016/2017 disputaría menos de 9 minutos por encuentro, a pesar de debutar en la Eurocup, así que el Lietkabelis cedió al jugador al Siauliai, colista de la primera división lituana, acabando salvando a su nuevo equipo del descenso tras jugar 16 partidos con medias de 28 minutos, para 9,6 puntos, 3,3 rebotes y 1,3 asistencias por partido, acabando con un acierto del 40% desde el triple. Durante uno de los partidos con Siauliai, llegó a convertirse en MVP de una jornada de la liga lituana, en la victoria del Siauliai ante el Dzukija por 85-64, acabando en 30 minutos de juego con 23 puntos, 6 rebotes y 5/6 en triples.
Su buena campaña hizo que retornase al Lietkabelis, siendo titular en la mitad de los 46 partidos disputados en la LKL lituana donde fueron cuartos en un equipo que compartía con los históricos hermanos Lavrinovic, acabando con una media de 16 minutos, 6,2 puntos, 1,4 rebotes y 0,9 asistencias, con un 47% de acierto desde el triple, convirtiéndose en uno de los jugadores más efectivos de la liga desde más allá del 6,75m, en una campaña donde tuvo varios partidos por encima de los 10 puntos y dos de ellos por encima de los 20. También disputó la Eurocup, jugando 8 partidos, aunque en este caso con una media de 6 minutos.
En agosto de 2018, llega a España, en concreto a la Liga LEB Oro, firmando un contrato en su primera aventura fuera de su país, al firmar en el Club Baloncesto Peñas Huesca por una temporada.

## Clubs
- Lietkabelis (LKL) (2012-2017)
- BC Šiauliai (LKL)  (2017)
- Lietkabelis (LKL) (2017-2018)
- Club Baloncesto Peñas Huesca (2018-)